# Windows Mail
Windows Mail je e-mailový klient pro správu elektronické pošty a diskusních skupin (v originále newsgroups), který je vyvíjený společností Microsoft jako náhrada klientu Outlook Express. Je součástí operačního systému Windows Vista, ale nebude se jednat o součást prohlížeče Internet Explorer. Stejný tým vývojářů pracuje i na Windows Live Mail Desktop, který bude náhradou Outlook Express pro Windows XP a aktualizovanou verzí Windows Mail.
Ve Windows 7 již není Windows Mail obsažen a plně ho nahrazuje modernější Windows Live Mail, který si ovšem musí uživatelé stáhnout a doinstalovat z internetu.